# Uragano Hattie
L'uragano Hattie è stato il più intenso della stagione degli uragani atlantici 1961, raggiungendo la categoria 5 sulla scala Saffir-Simpson. Tra il 27 ottobre e il 1º novembre 1961 si abbatté sull'America centrale, causando la morte di 319 persone, quasi tutte nell'Honduras Britannico, e danni per poco più di 60 milioni di dollari. La capitale dell'Honduras Britannico, Belize, subì una tale devastazione che il governo locale decise di costruire una nuova capitale, Belmopan, in un posto più sicuro.

## Storia meteorologica

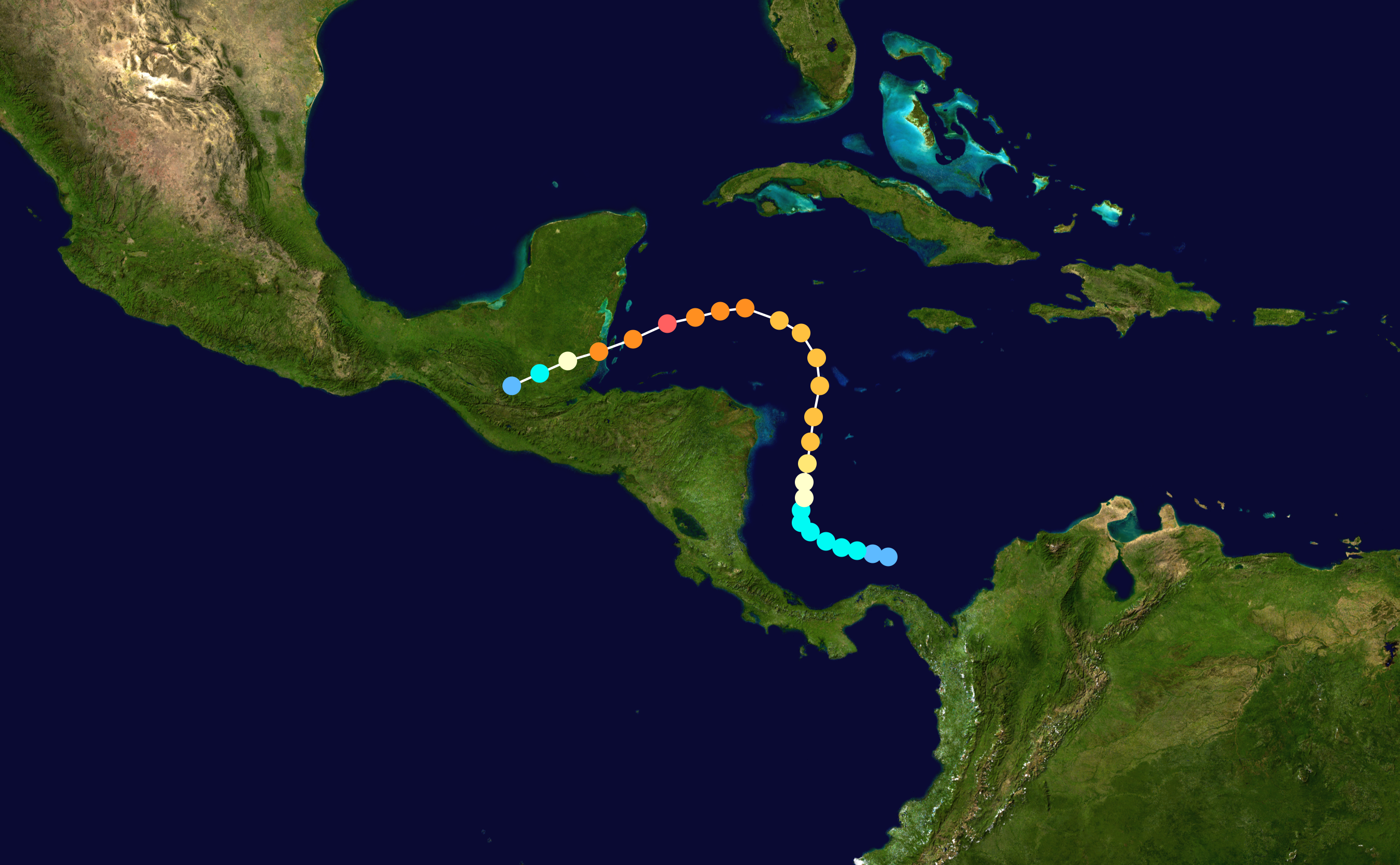
Percorso dell'uragano.

Nella terza decade di ottobre 1961 si era formata un'area di bassa pressione che stazionava nella parte occidentale del mare Caraibico. In base a una serie di osservazioni fatte da varie navi e sull'isola San Andrés, nel pomeriggio del 27 ottobre venne identificata una tempesta tropicale nell'area a sud dell'isola. Con venti sostenuti di circa 110 km/h e un minimo di pressione di 991 mbar, la tempesta passò sopra o poco a ovest rispetto all'isola di San Andrés, causando la chiusura del suo aeroporto. Con questi valori la tempesta Hattie raggiunse lo status di uragano.
Nel corso del 28 ottobre l'uragano si spostò verso nord, intensificandosi e raggiungendo un minimo di pressione di 952 mbar. Dopo che lo US Weather Bureau di Miami aveva iniziato a rilasciare bollettini sull'evoluzione della tempesta, venne inviata in ricognizione nell'area una missione di cacciatori di uragani, riportando che l'uragano si intensificava e i venti avevano raggiunto i 200 km/h. Vista la presenza di una saccatura che si estendeva dal Nicaragua alla Florida, e considerando anche precedenti dati climatologici, ci si aspettava che l'uragano Hattie continuasse nel suo percorso verso nord in direzione delle isole Cayman e di Cuba; invece, la presenza di un promontorio indusse l'uragano a direzionarsi verso ovest, passando tra le isole Cayman e le Swan Islands.
Il 30 ottobre, mentre continuava a dirigersi verso ovest-sudovest, l'uragano si intensificò ulteriormente, producendo venti di circa 230 km/h, come riportato dall'aereo di ricognizione, mentre la pressione scese a 924 mbar in mattinata e 920 mbar nel pomeriggio. Con questo minimo di pressione e venti sostenuti per un minuto di circa 260 km/h, l'uragano Hattie raggiunse la categoria 5 sulla scala Saffir-Simpson. Dopo esser passato su alcune piccole isole, il 31 ottobre l'uragano approdò sull'Honduras Britannico con un occhio di circa 40 km, poco a sud della città di Belize. Dopo essere approdato nell'America centrale l'intensità dell'uragano si ridusse e la minima pressione risalì a 972 mbar, come registrato a Stann Creek. Dopo aver gravemente danneggiato la città di Belize e causato decine di morti, l'uragano si dissipò già il 1º novembre, una volta raggiunte le montagne del Guatemala. Ciò che rimase della tempesta non si combinò con la già esistente tempesta Simone, presente nell'oceano Pacifico, né con la tempesta Inga, presente nel golfo del Messico.

## Preparazione
Dopo che la tempesta era stata identificata e passata allo status di uragano, lo US Weather Bureau di Miami iniziò ad emanare bollettini e allerte. Poiché si riteneva che l'uragano procedesse in direzione nord, vennero allertate le isole Cayman, Giamaica e Cuba per possibili piogge torrenziali e rischio di alluvioni. Infatti, a Cuba le persone residenti in aree a rischio allagamenti vennero invitate ad evacuare.
Dopo che il percorso dell'uragano cambiò direzione e puntò verso la penisola dello Yucatán, lo US Weather Bureau di Miami diresse i messaggi di allerta per venti forti, piogge intense e maree alte verso l'Honduras Britannico e lo Yucatán. Molti abitanti della città di Belize vennero evacuati o trasferiti in dei rifugi, mentre circa il 75% degli abitanti di Stann Creek si spostò in aree più sicure. Dopo che l'uragano approdò nell'Honduras Britannico, le autorità messicane ordinarono la chiusura dei porti sull'istmo di Tehuantepec.

## Impatto
Originatosi nel mare Caraibico occidentale, poco a nord del canale di Panama, l'uragano Hattie investì in pieno l'isola San Andrés, risultando il quarto uragano documentato a farlo e causando un morto, 15 feriti e danni per 300000 $. Con venti che soffiavano fino a 180 km/h, molte piantagioni ed edifici vennero danneggiati o distrutti e la goletta Adrimar, ancorata in una delle baie dell'isole, venne affondata. Il centro dell'uragano passò tra l'isola di Grand Cayman e le Swan Islands, causando piogge intense. Venti forti arrivarono ad interessare anche Cuba e la Florida, mentre lo US Weather Bureau di Miami emanò un'allerta per piccole imbarcazioni fino alle coste della Georgia. L'uragano causò 11 morti in Guatemala e uno in Honduras.
I cambi di direzione che caratterizzarono il percorso seguito dall'uragano resero difficili le previsioni sull'effettivo percorso e portarono anche all'emissioni di allerte, che poi decaddero senza eventi significativi. Questa imprevedibilità è stata associata a una serie di fenomeni nella troposfera, tra i quali saccature e anticicloni, causando cambi di direzione e una rapida intensificazione.

### Honduras Britannico

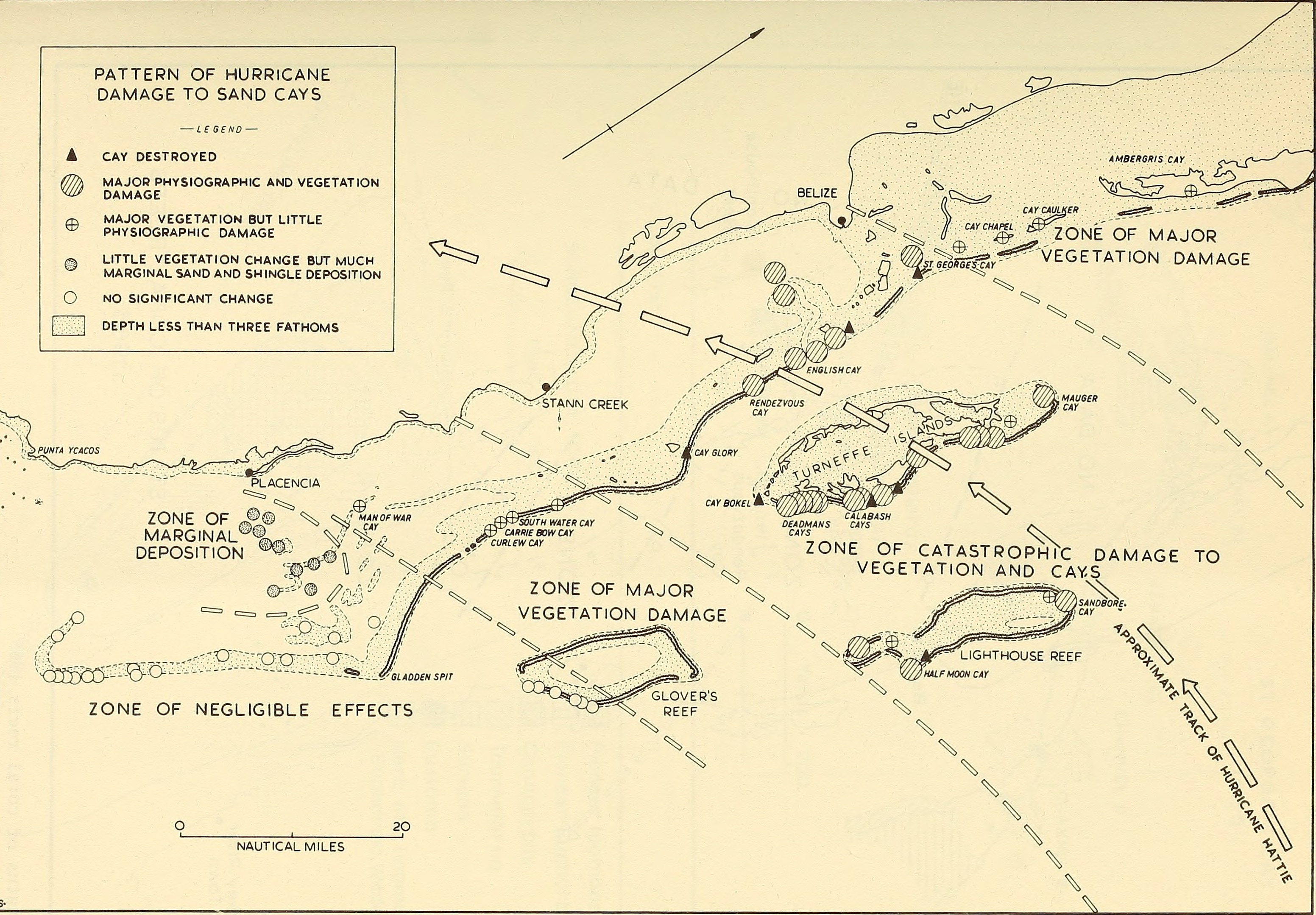
Mappa dell'Honduras Britannico coi danni causati dall'uragano.

Nel suo avvicinamento all'Honduras Britannico l'uragano causò mareggiate alte fino a 4,3 m, arrivando a depositare fango fino al terzo piano di alcuni edifici nella città di Belize. Le uniche difese della città, che allora aveva 31 000 abitanti, erano rappresentate da una piccola diga, che era stata considerata inadeguata, e da una striscia di terreni paludosi. I venti in città raggiunsero i 240 km/h, mancò la corrente elettrica e circa l'85% degli edifici, realizzati in legno, andò distrutto. Al largo della città la tempesta danneggiò l'80% della barriera corallina, che, però, riuscì a riprendersi successivamente.
Il governatore Colin Thornley riportò che più del 70% degli edifici sul territorio erano stati danneggiati e più di 10 000 persone erano rimaste senza casa. Vennero danneggiati anche la prigione della città, scuole ed ospedali, mentre l'edificio governativo venne invaso dalle mareggiate, che distrussero la documentazione che vi era archiviata. Dopo il passaggio dell'uragano, il governatore dichiarò lo stato di emergenza e mise la colonia sotto la legge marziale. Inoltre, andarono distrutte le coltivazioni di agrumi, che erano prossimi al raccolto, con una perdita stimata sui 2 milioni di dollari; altre perdite colpirono le coltivazioni di cacao e banane e la raccolta di legname. Complessivamente, l'uragano causò 307 morti e danni per 60 milioni di dollari. Il governatore Thornley riportò che Hattie aveva causato molti più danni dell'uragano che colpì la colonia nel 1931 e che aveva causato circa 2 000 morti; il minor numero di decessi causati da Hattie fu attribuito alle allerte preventive.

## Conseguenze

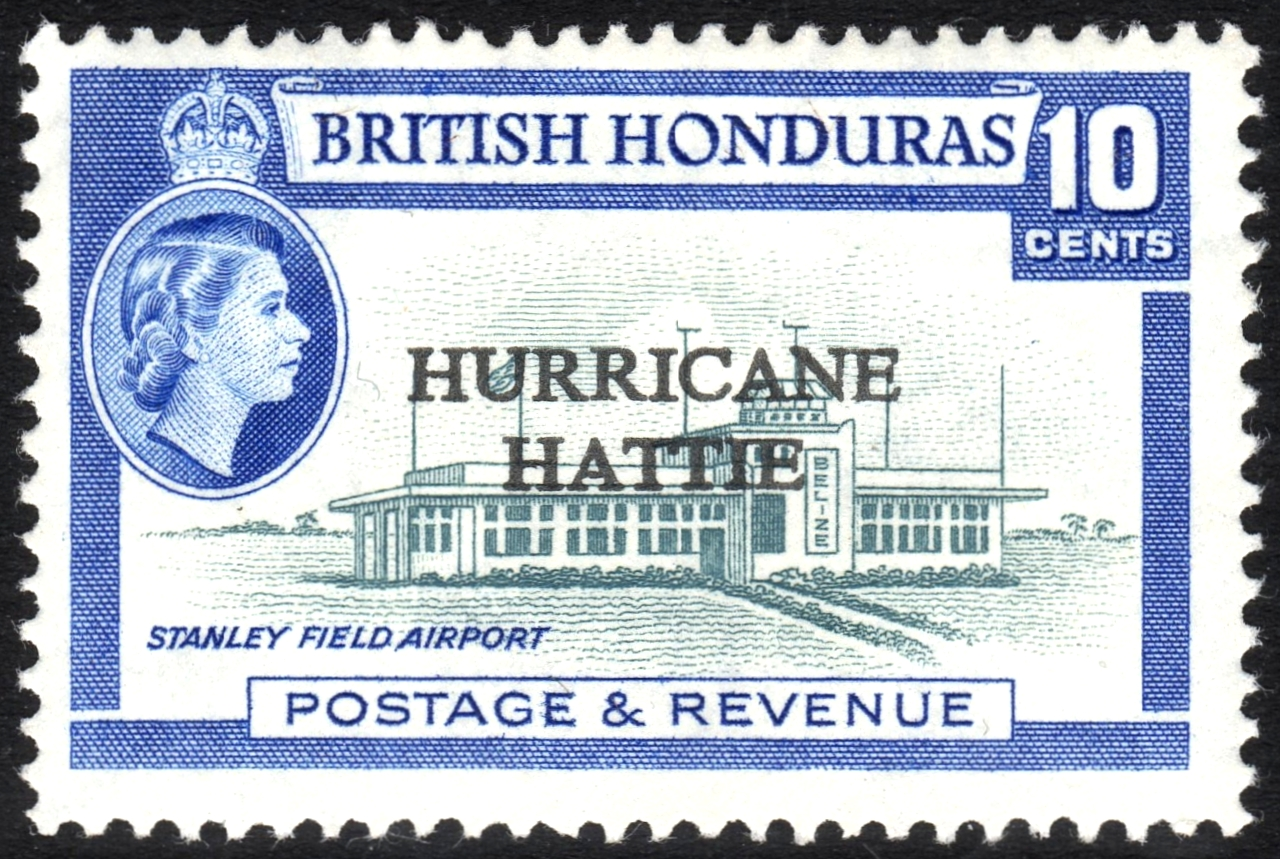
Francobollo dell'Honduras Britannico sovrascritto nel 1962 per ricordare l'uragano.

Dopo che l'uragano investì la città di Belize, questa era quasi distrutta e le sue strade erano allagate o invase da fango e detriti. Per evitare un'epidemia di tifo venne lanciata una campagna di vaccinazioni da parte delle autorità governative e dai soccorsi giunti nella colonia britannica; vennero somministrati circa 12 000 vaccini in due giorni a Belize e altri 5 000 a Stann Creek. Visto l'elevato numero di morti, vennero ordinate cremazioni di massa, per contenere la diffusione di epidemie. Giunsero soccorsi e donazioni da tutta la colonia, così come dagli Stati Uniti, che organizzarono voli di rifornimenti tramite l'aeronautica, mentre un altro volo con viveri venne donato dalla TAN Airlines. Circa 4 000 residenti a Stann Creek vennero trasferiti con barche nell'area settentrionale della colonia, mentre molti residenti di Belize rimasti senza casa vennero sistemati in una tendopoli circa 26 km all'interno. Nel dicembre 1961 vennero costruiti degli edifici per ospitare queste persone e il sito venne battezzato Hattieville, che negli anni divenne un vero e proprio villaggio.
Circa 200 soldati britannici arrivarono dalla Giamaica per mantenere l'ordine pubblico. Il governo britannico inviò aiuti e soccorsi, mentre la Camera dei comuni deliberò un aiuto immediato di circa 10000 £. Save the Children contribuì con 1000 £, il governo statunitense con 300000 $, mentre il governo canadese contribuì con 75 000 dollari, comprensivi di cibo e medicinali. Altri aiuti giunsero dai vicini Messico e Guatemala.
Nel 1962, a un anno dal disastro, il governo britannico aveva contribuito con 20 milioni di sterline e ne aveva promessi altri 3 in prestiti; molti edifici erano stati ricostruiti e molte attività riaperte. Già pochi giorni dopo il passaggio dell'uragano il governo dell'Honduras Britannico dichiarò che la capitale sarebbe stata spostata verso l'interno per evitare che una simile tragedia si ripetesse. I lavori per la nuova capitale, Belmopan, vennero poi ultimati nel 1970.
Nel 1962 il cantante giamaicano Jimmy Cliff, allora quattordicenne, riscosse il suo primo successo col singolo Hurricane Hattie. Nel 2005 venne inaugurato un monumento a Belize per ricordare le vittime dell'uragano. Visto il numero di vittime e la distruzione causata, l'organizzazione meteorologica mondiale (OMM) ritirò il nome Hattie dalla lista dei nomi assegnati agli uragani atlantici. Infatti, per la stagione degli uragani 1965 il nome venne sostituito da Holly.